# Прапор Вітебської області
Прапор Вітебської області затверджений указом президента Республіки Білорусь № 277 від 2 червня 2009 року. Являє собою прямокутне полотнище зеленого кольору зі співвідношенням сторін 1:2, у центрі лицьової сторони якого розміщене зображення герба Вітебської області.